# L'Atzúbia (kommunhuvudort)
L'Atzúbia är en kommunhuvudort i Spanien.   Den ligger i provinsen Provincia de Alicante och regionen Valencia, i den östra delen av landet, 400 km sydost om huvudstaden Madrid. L'Atzúbia ligger 108 meter över havet och antalet invånare är 678.
Terrängen runt L'Atzúbia är kuperad.Runt L'Atzúbia är det glesbefolkat, med 18 invånare per kvadratkilometer. Närmaste större samhälle är Gandia, 13,4 km norr om L'Atzúbia. Omgivningarna runt L'Atzúbia är i huvudsak ett öppet busklandskap.